# حالا صحبت کن (ترانه)
«حالا صحبت کن» ترانه‌ای از هنرمند اهل ایالات متحده آمریکا تیلور سوئیفت است که در ۵ اکتبر ۲۰۱۰ منتشر شد. این ترانه در آلبوم حالا صحبت کن قرار داشت.
این ترانه در جدول‌های فروش کانادا، جزو ده ترانه اول قرار گرفت.